# آریگا پطروسیان
آریگا میکائیلی پطروسیان (ارمنی: Արեգա Միքայելի Պետրոսյան؛  ۱ سپتامبر ۱۹۴۸) یک بازیگر اهل جمهوری آرتساخ بود. وی بین سال‌های - تا - میلادی فعالیت می‌کرد.

## زندگی‌نامه
وی در ۱ سپتامبر ۱۹۴۸ ‏ در آیگستان به دنیا آمد . وی همچنین برندهٔ جوایزی همچون هنرمند شایسته جمهوری آرتساخ شده است.